# Ricamatore

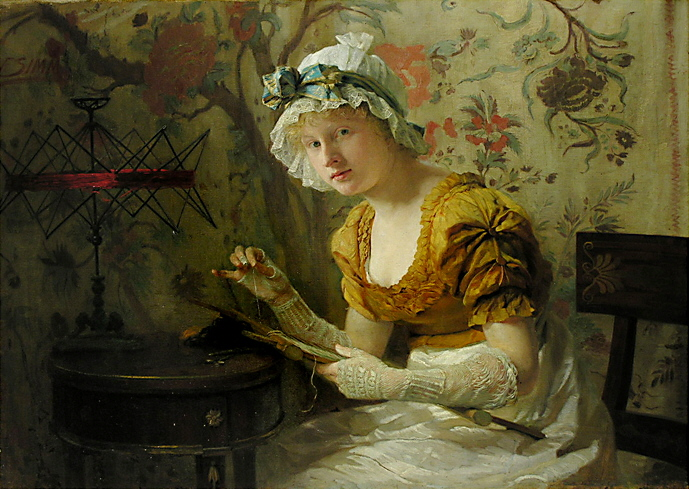
Die Stickerin, dipinto di Franz Xaver Simm

Il ricamatore è una persona che decora con motivi ornamentali un tessuto.

## Storia

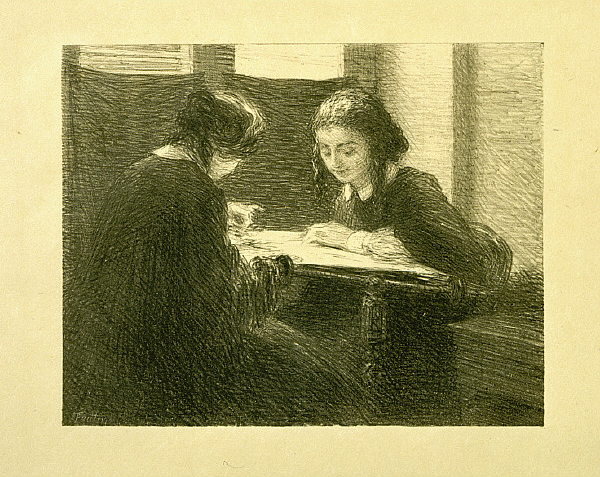
The Embroiderers, No. 3., litografia di Henri Fantin-Latour (1895)

### Le origini
(Mosè, Bibbia, Esodo 36,35)
Alcune testimonianze risalgono alla Bibbia, dove Mosè (Esodo 36.35) parla di un ricamo. Nel periodo Normanno l'arte del ricamatore ebbe il suo massimo splendore. I loro intagli e ricami, vestivano papi e imperatori.

### 1300-1800
Nel XIV secolo i ricamatori inglesi ricamavano le sete con figure che rappresentavano la storia dei santi. Nel XIV secolo in Italia nacquero i primi laboratori di ricamatori. In Francia Luigi XIV riunì tutti i ricamatori del Regno di Francia in un'unica grande fabbrica, chiamata la Grand Fabrique. Lo scopo era quello di rivestire gli arredi del sovrano ed il suo guardaroba. Nel XVI secolo il ricamo era il passatempo delle nobili dame, e fu grazie ad esse che vennero pubblicati i primi libri di ricamo. Tra le numerose testimonianze, vi è il libro Il Burato: Libro de recami, scritto e figurato da Alex Paganino.
Nel XVIII secolo molte fanciulle frequentavano gli istituti di religiose per apprendere l'arte del ricamo. In questo periodo si assistette ad un aumento di ricamatrici che rivolsero le loro opere all'abbigliamento maschile. La Chiesa di quel periodo assegnò ai ricamatori il compito di edificazione religiosa, molte infatti erano le figure dell'Antico Testamento e del Nuovo Testamento inserite nei lavori d'ago.

### 1900-2000
Negli anni cinquanta era tradizione che le bambine, finita la scuola dell'obbligo, si avviassero ad un mestiere. Il mestiere più diffuso era quello della ricamatrice. Le scuole di ricamo erano gestite dalle suore. Oggi, l'arte del ricamo si acquisisce tramite corsi professionali presso laboratori o iscrivendosi nelle scuole di ricamo on-line.

## Influenze nella cultura popolare
- Le ricamatrici, film drammatico, regia di Eleonore Faucher
- L'oscillante ricerca, scritto da Rosario Amenta Edizioni Altrimedia